# Вали-ду-Журуа (мезорегион)

Вали-ду-Журуа на карте.

Вали-ду-Журуа (порт. Mesorregião do Vale do Juruá) — административно-статистический мезорегион в Бразилии, входит в штат Акри. Население составляет 206 084 человека на 2010 год. Занимает площадь 85 448,511 км². Плотность населения — 2,41 чел./км², на юге и западе граничит с Перу.
Территория мезорегиона отошла к Бразилии по договору с Боливией от 17 ноября 1903 года.

## Состав мезорегиона
В мезорегион входят следующие микрорегионы:
1. Крузейру-ду-Сул
2. Тарауака

## Демография
Согласно сведениям, собранным в ходе переписи 2010 г. Национальным институтом географии и статистики (IBGE), население мезорегиона составляет:
| Полное население                            | Полное население                            | Полное население                            | Полное население                            | 206 084 |
| ------------------------------------------- | ------------------------------------------- | ------------------------------------------- | ------------------------------------------- | ------- |
| в том числе:                                | Городское население                         | 113 942                                     | Процент городского населения, %             | 55,29   |
|                                             | Сельское население                          | 92 142                                      | Процент сельского населения, %              | 44,71   |
|                                             | Мужское население                           | 105 273                                     | Процент мужского населения, %               | 51,08   |
|                                             | Женское население                           | 100 811                                     | Процент женского населения, %               | 48,92   |
| Плотность населения, чел/км²                | Плотность населения, чел/км²                | Плотность населения, чел/км²                | Плотность населения, чел/км²                | 2,41    |
| Население мезорегиона в % к населению штата | Население мезорегиона в % к населению штата | Население мезорегиона в % к населению штата | Население мезорегиона в % к населению штата | 28,09   |